# Sporting Casino
Le Sporting Casino est un établissement de jeux de la commune de Soorts-Hossegor, dans le département français des Landes. Il est inscrit au titre des Monuments historiques par arrêté du 18 décembre 1991.

## Présentation
Le Sporting Casino est, avec l'hôtel du Lac, un des premiers grands équipements de la station d'Hossegor. Il constitue un ensemble architectural en béton armé de style néobasque associant un casino et un complexe sportif (sporting). Conçu par les architectes Henri Godbarge et Louis Gomez et le décorateur Benjamin Gomez, il est construit en deux phases, de 1927 à 1928 puis de 1931 à 1932.
Il offre des structures de divertissement variées, alliant salles de jeu, spectacles, cinéma, salle de danse (dancing), restaurant, piscine, salle de culture physique, garage à bateaux, courts de tennis et frontons pour pelote basque.
Il est l'un des quatre casinos de la côte landaise, avec ceux de Biscarrosse, Mimizan et Capbreton.

### Historique
Le casino est l'un des premiers établissements alliant jeux et spectacles, divertissements traditionnels d'une station balnéaire, aux sports, qui prennent une place croissante dans les activités des villégiateurs à partir des années 1920. Il est partiellement délabré lors de la Seconde Guerre mondiale et de l'occupation allemande. Des restaurations sont entreprises avant la reprise d'activité du casino en 1948.
Entre 1966 et 1969, l'avenir du casino semble incertain. Le Sporting-Casino redevient propriété municipale en 1969 après être cédé par la société des hôtels et bains de mer d’Hossegor. Depuis cette époque, d'importants travaux de modernisation ont permis un regain d'activité.

### Architecture
Henri Godbarge fait du bâtiment un manifeste du style néobasque dont il est un des défenseurs, en démontrant que les attributs décoratifs et architecturaux des anciennes maisons landaises et basques peuvent être appliqués à un grand édifice. Il associe cette architecture néorégionaliste au courant Art déco alors en vogue. Il parvient à une épuration stylistique et décorative et joue sur le contraste entre le blanc des murs et le rouge du bois. Les frères Gomez portent quant à eux un soin particulier aux détails de l'ameublement et de la décoration des espaces intérieurs.
Le bâtiment principal possède deux ailes perpendiculaires qui encadrent les terrains de jeu et le fronton. Les trois niveaux de galeries et de terrasses servent de tribunes accueillant les spectateurs venus assister aux parties de pelote ou de tennis. De véritables gradins ferment le quatrième côté et forment la clôture de l'ensemble sur la rue. L'accès au bâtiment principal se fait diagonalement par un ensemble de marches permettant sa mise en perspective.
Le sculpteur Lucien Danglade réalise plusieurs bas-reliefs, dont ceux des murs pignons représentant des joueurs de pelote ou des lutteurs. Suzanne Labatut réalise les peintures ornant les murs du grand salon représentant des pins maritimes, emblématiques de la forêt des Landes environnante,  et le lac d'Hossegor.

## Galerie

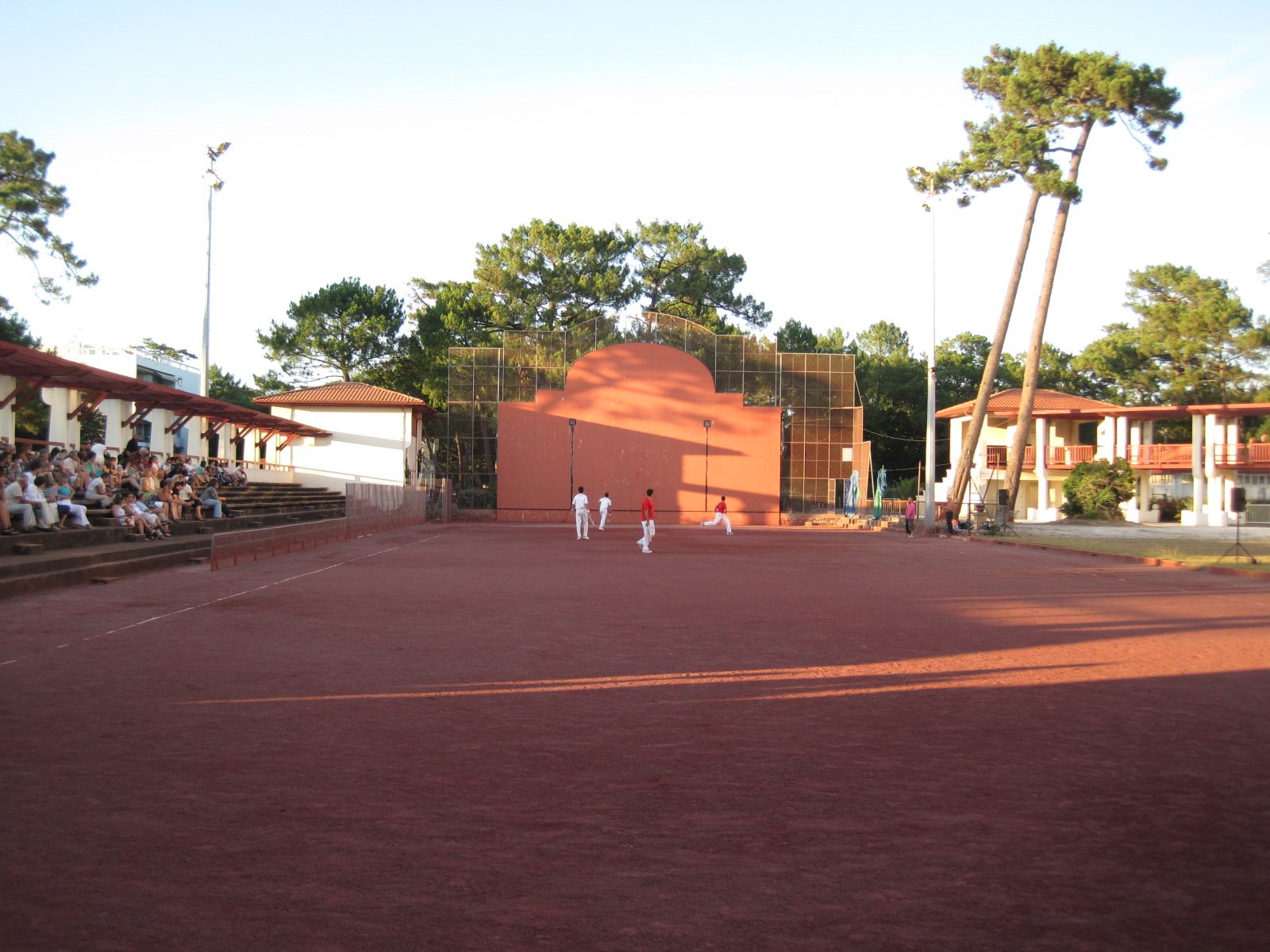
Partie de pelote basque au fronton du complexe
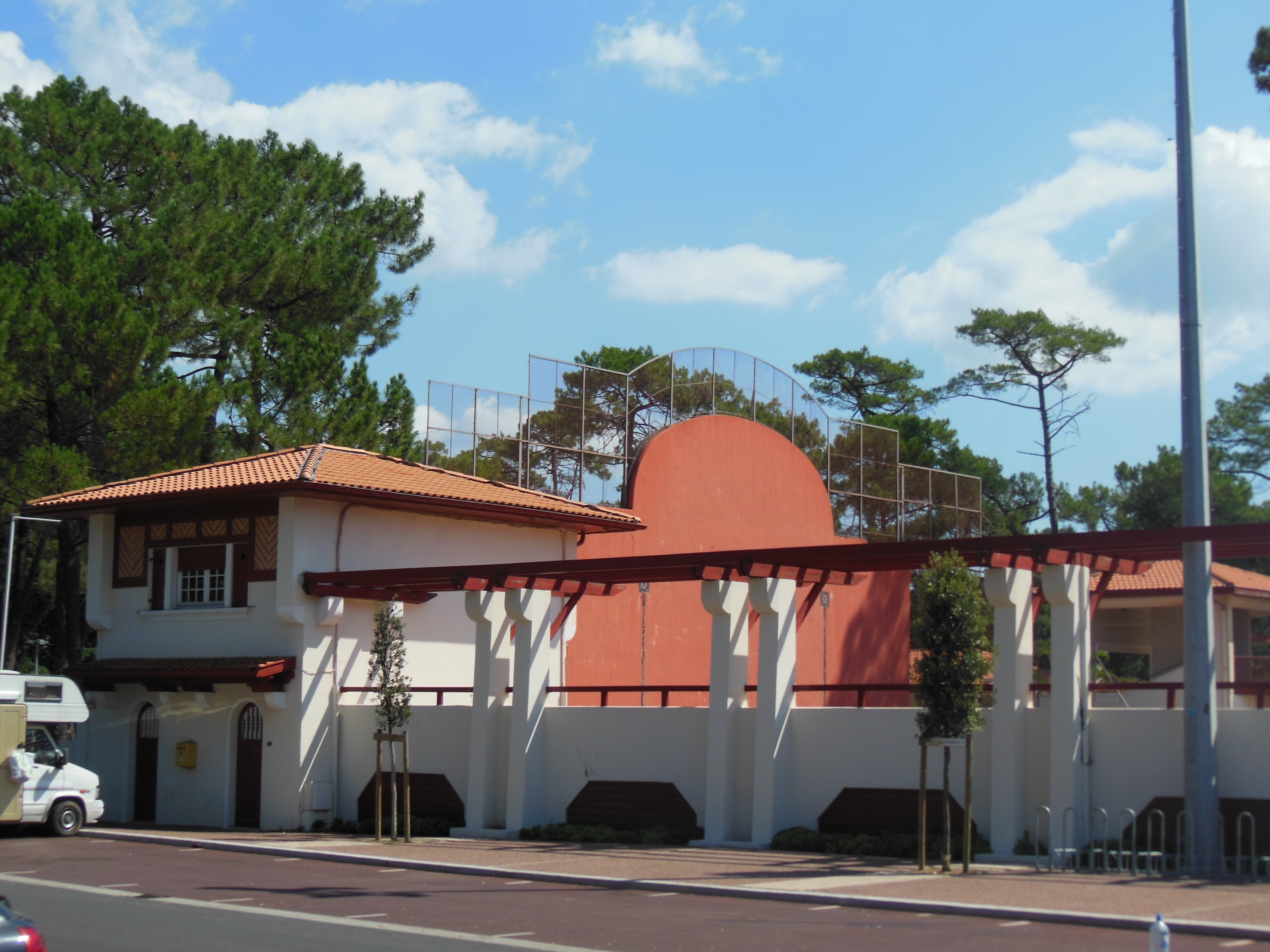
Le Sporting Casino vu de la rue
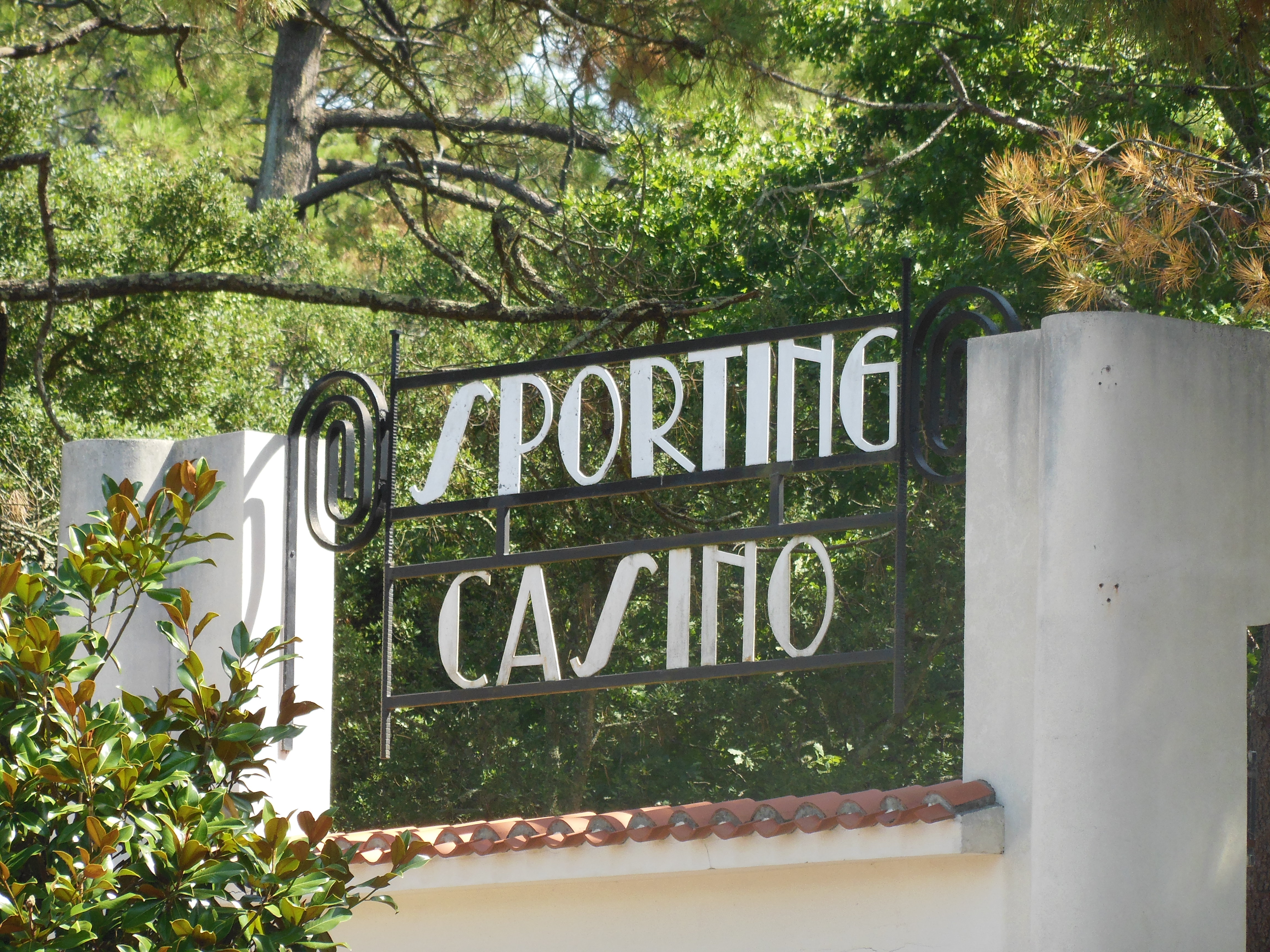
Enseigne du Sporting Casino